# David Krumholtz
David Krumholtz (Queens, New York, 1978. május 15. –) amerikai színész. A Gyilkos számok (NUMB3RS) című sorozat egyik főszereplője.

## Élete

### Gyermekkor
Krumholtz a New York-i Queensben született 1978. május 15-én, egy fogászati asszisztens, Judy és egy postai munkás, Michael Krumholtz fiaként. Munkásosztálybeli, szegény zsidó családban nőtt fel. Édesanyja magyar származású, 1956-ban hagyta el Magyarországot. Van egy nővére, Dawn. Tanult a Stephen A. Halsey Junior High School-ban és a New York-i egyetemen is.

### Karrier
Krumholtz 13 évesen kezdte el színészi pályafutását, amikor követte barátait egy nyitott meghallgatásra. Bár nem számított a szerepre és nem is hajtott érte, mégis a Broadwayen játszhatta el a fiatal Charlie szerepét a Conversations with My Father-ben (1992) Judd Hirsch-sel, Tony Shalhoubbal, és Jason Biggs-szel. Nem sokkal a Broadwayes debütálása után két filmben is szerepet kapott, A gyereknepperben (1993), melyben együtt játszott Michael J. Fox-szal, és az Addams Family 2-ben (1993) Christina Riccivel. Időközben a kritikusok figyelmét is felkeltette. A gyereknepperben nyújtott alakításáért jelölték a Young Artist Award-ra 1993-ban. 1994-ben, a gyerekek által jól ismert Télapuban játszhatta el a szarkasztikus manó, Bernard szerepét. Továbbá 2002-ben a Télapu 2. – Veszélyben a karácsonyban is ő játszotta Bernardot.
1994-ben, 16 évesen főszerepet kapott a Monty című sorozatban, Henry Winklerrel. Ez a sorozat csak néhány epizódot élt meg. Krumholtz ezek után több rövidéletű sorozatban is szerepelt. Időközben alkalma volt játszani Jason Batemannel (Chicago Sons, 1997), Tom Selleckkel (The Closer, 1998), Jon Cryerrel (The Trouble Normal, 2000) és Rob Lowe-val is (The Lyon Den, 2003).
A gyerekszínészek skatulyájából csak az Ang Lee által rendezett Jégviharral (1997) és a Beverly Hills csóróival (1998) tudott kitörni, ahol együtt játszott Alan Arkinnal és Natasha Lyonne-nal is. 1999-ben Julia Stiles-szal és Heath Ledgerrel játszott együtt a népszerű tinifilmben, a Tíz dolog, amit utálok bennedben. Még ugyanabban az évben egy teljesen más karakterű tinédzsert, a zűrös zsidó fiút, Yusselt formálta meg a Szabad a szerelemben.
Yussel szerepe hívta fel Edward Burns színész-rendező figyelmét Davidre, aki szerepet ajánlott neki Sidewalks of New York című filmjében. Ő alakította a romantikus és kissé megszállott Benny-t, ezzel a szereppel elindult a nagyobb, összetettebb filmek felé. 2002-ben Milla Jovovich-csal játszott együtt a You Stupid man című romantikus vígjátékban. A filmet csak Európában és Ázsiában mutatták be. (Bár 2006-ban a rendező Edward Burns testvére, Brian Burns DVD-n kiadta.) Az amerikai közönség a Big Shot: Conferession of Campus Bookie című filmben láthatta igazán a tehetségét. A Big Shot igaz történetet alapul, mely az Arizona State University kosárlabdacsapatának botrányáról szól az 1990-es évek elején. Krumholtz játszotta Benny Silman kollégiumi tanulót.
2004-ben újra főszerepet kapott Edward Burns filmjében, a The Last Hold-Outs-ban. A következő évben Maxet alakította a Max és Grace-ben, melyben újra együtt játszott Natasha Lyonne-nel. David újra kisebb kulcsszerepeket is vállalt, a Ray-ben és a Harold and Kumar go to White Castle-ben. 2005-ben Josh Whedon sci-fi filmjében, a Serenity-ben szerepelt, Mr. Universe-ként.
2005-ben végül televízió-sikert aratott a Gyilkos számokkal, ahol Charlie Eppes-t, a matekzsenit játssza, aki segít az FBI-ügynök testvérének, Donnak (Rob Morrow) megoldani az ügyeket a matematika segítségével. Matt Roush televíziókritikus szerint Krumholtznak valószínűleg ez eddigi legjobb tévémunkája.
2006-ban szerepelt a Kill the Poor-ban, a Looking for Kitty-ben, a Bobby-ban Elijah Wooddal, és a Tenacious D, avagy a kerek rockerekben. Emellett emlékezetes mellékszerepeket játszott a Vészhelyzetben, az Esküdt ellenségekben, az Undeclared-ben, a Lucky-ban és a Különcök és stréberekben.

### Magánélete
2010. május 22-én Krumholtz összeházasodott Vanessa Britting színésznővel. A pár 2008 júliusa óta el volt jegyezve.

## Filmográfia
| Év      | Eredeti cím                               | Szerep                     | Magyar cím                           | Megjegyzés                              |
| ------- | ----------------------------------------- | -------------------------- | ------------------------------------ | --------------------------------------- |
| 2011    | A Very Harold and Kumar Christmas         | Goldstein                  |                                      |                                         |
| 2011    | The Playboy Club                          | Billy Rosen                |                                      | sorozat                                 |
| 2011    | Marcy                                     | Agent Rose                 |                                      | sorozat                                 |
| 2011    | Mr. Popper's Penguins                     | Kent                       | Mr. Popper pingvinjei                |                                         |
| 2010    | Law & Order: SVU                          | Vincent Prochik            | Különleges ügyosztály                | 12. évad, 5. epizód: "Wet"              |
| 2010    | Tax Man                                   |                            |                                      |                                         |
| 2005–10 | Numb3rs                                   | Charlie Eppes              | Gyilkos számok                       | sorozat                                 |
| 2009    | I Love You, Man                           | Sydney's Buddy #3          | Spancserek                           |                                         |
| 2008    | Harold & Kumar Escape from Guantanamo Bay | Goldstein                  | Kalandférgek 2.                      |                                         |
| 2008    | Demption                                  | Detective Joseph Schneider |                                      |                                         |
| 2007    | Live!                                     | Rex                        | Orosz rulett élőben                  |                                         |
| 2007    | Walk Hard: The Dewey Cox Story            | Schwartzberg               | A lankadatlan - A Dewey Cox-sztori   |                                         |
| 2007    | Superbad                                  | Benji Austin               | Superbad - avagy miért ciki a szex?  |                                         |
| 2006    | The Nail                                  | Daniel                     |                                      | rövidfilm                               |
| 2006    | Bobby                                     | Agent Phil                 | Bobby                                |                                         |
| 2006    | Tenacious D in 'The Pick of Destiny       | Frat Boy #2                | Tenacious D, avagy a kerek rockerek  |                                         |
| 2006    | Kill the Poor                             | Joe Peltz                  |                                      | 2003-ban forgatták                      |
| 2006    | American Storage                          | Kurt                       |                                      | rövidfilm                               |
| 2005    | Serenity                                  | Mr. Universe               | Serenity                             |                                         |
| 2005    | My Suicidal Sweetheart                    | Max                        |                                      | eredeti cím: Max and Grace              |
| 2005    | Guess Who                                 | Jerry MacNamara            | A csajom apja ideges                 |                                         |
| 2004    | Ray                                       | Milt Shaw                  | Ray                                  |                                         |
| 2004    | Harold & Kumar Go to White Castle         | Goldstein                  | Kalandférgek                         |                                         |
| 2004    | The Last Hold-Outs                        | Abe                        |                                      | eredeti cím: Looking for Kitty          |
| 2003    | The Lyon's Den                            | Jeff Fineman               |                                      | sorozat                                 |
| 2003    | Scorched                                  | Max                        | Született bankrablók                 |                                         |
| 2002    | Cheats                                    | Evan Rosengarden           | Mesterlövészek                       |                                         |
| 2002    | The Santa Clause 2                        | Bernard                    | Télapu 2. – Veszélyben a karácsony   |                                         |
| 2002    | You Stupid Man                            | Owen                       | Papagájok - Szerelem második látásra | csak Európában és Ázsiában volt látható |
| 2002    | Big Shot: Confessions of a Campus Bookie  | Benny Silman               | Könnyen jött pénz                    |                                         |
| 2001    | According to Spencer                      | Ezra                       | Kié a nő?                            |                                         |
| 2001    | Two Can Play That Game                    | Jason                      | Szabad fogás                         |                                         |
| 2001    | Sidewalks of New York                     | Benjamin Bazler            |                                      |                                         |
| 2001    | The Mexican                               | Beck                       | A mexikói                            |                                         |
| 2000    | The Trouble With Normal                   | Bob Wexler                 | Csak egy kis para                    | sorozat                                 |
| 2000    | How to Kill Your Neighbor's Dog           | Brian Sellars              |                                      |                                         |
| 1999    | Liberty Heights                           | Yussel                     | Szabad a szerelem                    |                                         |
| 1999    | 10 Things I Hate About You                | Michael Eckman             | 10 dolog, amit utálok benned         |                                         |
| 1998    | The Closer                                | Bruno Verma                |                                      | sorozat                                 |
| 1998    | Slums of Beverly Hills                    | Ben Abromowitz             | Beverly Hills csórói                 |                                         |
| 1997    | Chicago Sons                              | Billy Kulchak              |                                      | sorozat                                 |
| 1997    | The Ice Storm                             | Francis Davenport          | Jégvihar                             |                                         |
| 1997    | Justice League of America                 | Martin Walters             |                                      |                                         |
| 1994    | Monty                                     | David Richardson           |                                      | sorozat                                 |
| 1994    | The Santa Clause                          | Bernard                    | Télapu                               |                                         |
| 1993    | Addams Family Values                      | Joel Glicker               | Addams Family 2                      |                                         |
| 1993    | Life with Mikey                           | Barry Corman               | A gyereknepper                       |                                         |
| 1993    | Law & Order                               | Scotty Fisher              | Esküdt ellenségek                    | sorozat                                 |
| 1992    | Conversations with My Father              | fiatal Charlie             |                                      | színházi szerep                         |